# Mbamé II
Mbamé II est un village du Cameroun situé dans la région de l'Est et dans le département du Haut-Nyong. Mbamé II fait partie de la commune de Mboma et du canton d'Ayong Yerap.

## Population
Lors du recensement de 2005, Mbamé II comptait 239 habitants, dont 116 hommes et 123 femmes.
En 1966/67, on dénombrait 405 habitants à Mbamé.

## Infrastructures
En 1967, Mbamé II se trouvait sur la piste piétonnière de Zuimé à Sallé.